# المرأة في إندونيسيا

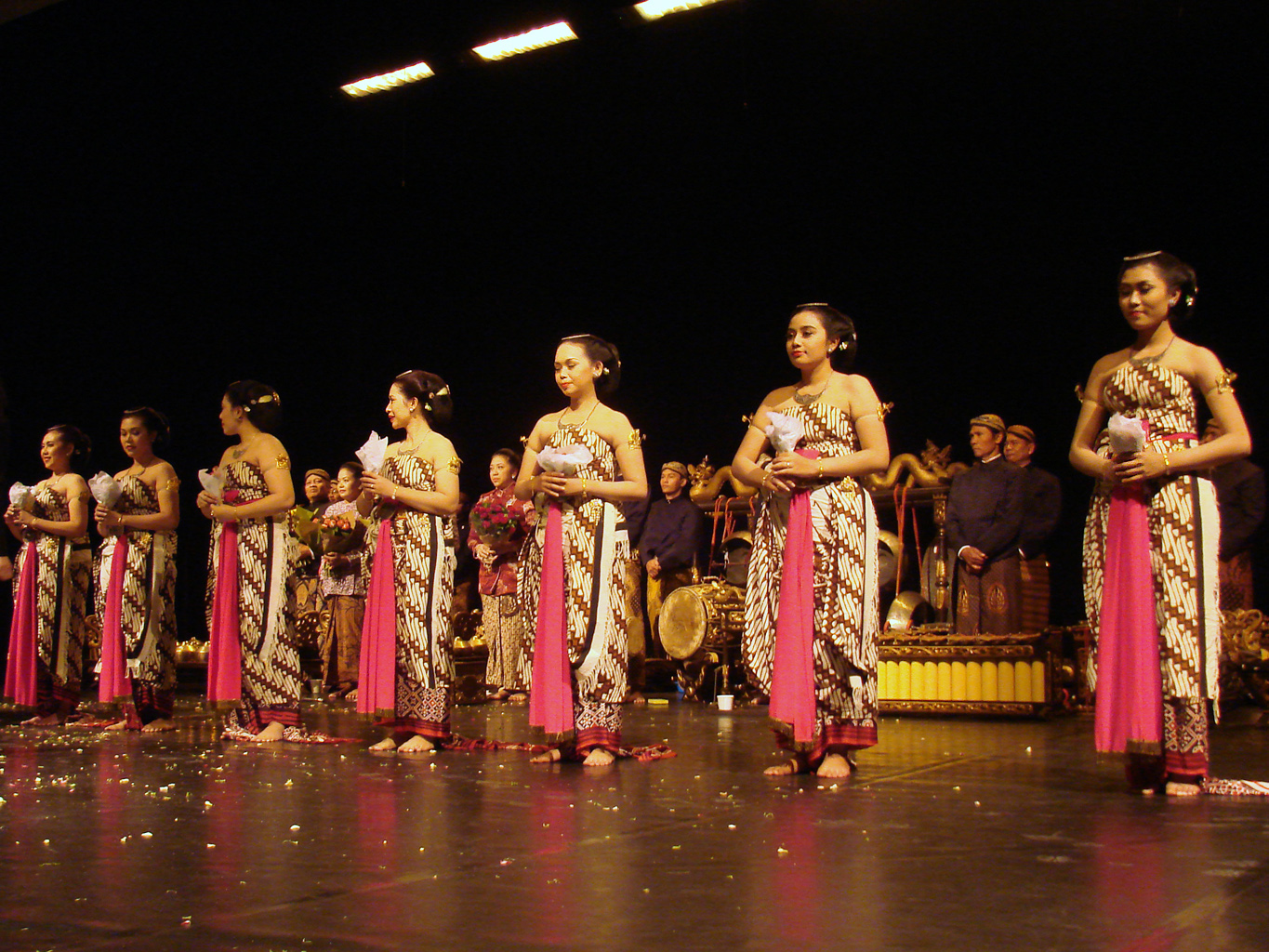
مجموعة من النساء الإندونيسيات خلال مرحلة اداء الرقصات التقليدية.

يعتبر دور المراة الإندونيسية اليوم متأثر بعدد كبير من العوامل، بما في ذلك زيادة التحديث والعولمة، وتحسين التعليم والتقدم التكنولوجى، نساء كثيرات في إندونيسيا قد اختاروا الإقامة في المدن بدلا من البقاء في البلدات لاداء العمل الزراعي بسبب الشخصية والمهنية والاسرية المستلزمات والمتطلبات الاقتصادية. هؤلاء النساء بعيدا عن الاملاءات التقليدية الثقافة الإندونيسية فيها المراة ببساطة الا انهن زوجات وامهات. وفي الوقت الحاضر، المراة في إندونيسيا أيضا مخاطرة بنشاط إلى مجال التنمية الوطنية والعمل كاعضاء عاملين في المنظمات التي تركز على قضايا المراة واهتماماتها.

## الصحة والرعاية الاجتماعية
كثير من النساء الحوامل في إندونيسيا ليست لديها القدرة المالية على دفع تكاليف الولادة في المستشفيات والولادة بواسطة عملية قيصرية بسبب ان الرواتب غير متناسبة مع النفقات الطبية. وهكذا، فان هذه المراة تحتاج إلى دعم ومساعدة في الولادة التي تنص على «الرعاية المجانية قبل الولادة وتقديم الخدمات الطبية» مثل ياياسان بومى سيهات (مؤسسة صحية الأرض الام التي انشاها العيادات الصحية روبين ليم قابلة اميركى في عام 2003. هذه الملاجئ كنيسة المهد على مدار 24 ساعة، يقع اغلبها في بالى اتشيه لمساعدة النساء الإندونيسيات الفرار بالممارسة الشائعة المتمثلة في المستشفيات الخاصة في إندونيسيا تنطوى المواليد حتى الطبية المحتجزة الفواتير تماما اجر الامهات.
ومع ذلك، فقد يبدو ان الاقتصاد الآن في تحسين (نمو الناتج المحلى الاجمالى في عام 2012 إلى 6.2%) وبعض البرامج التي قامت بها الحكومة من اجل المساعدة على تعزيز الصحة والرعاية الاجتماعية المراة والطفل. وتم إنشاء وزارة خاصفي هذا مجال، انشئت منذ زمن طويل في نظام الرئيس سوهارتو في اوردي بارو

## في مجال العمل

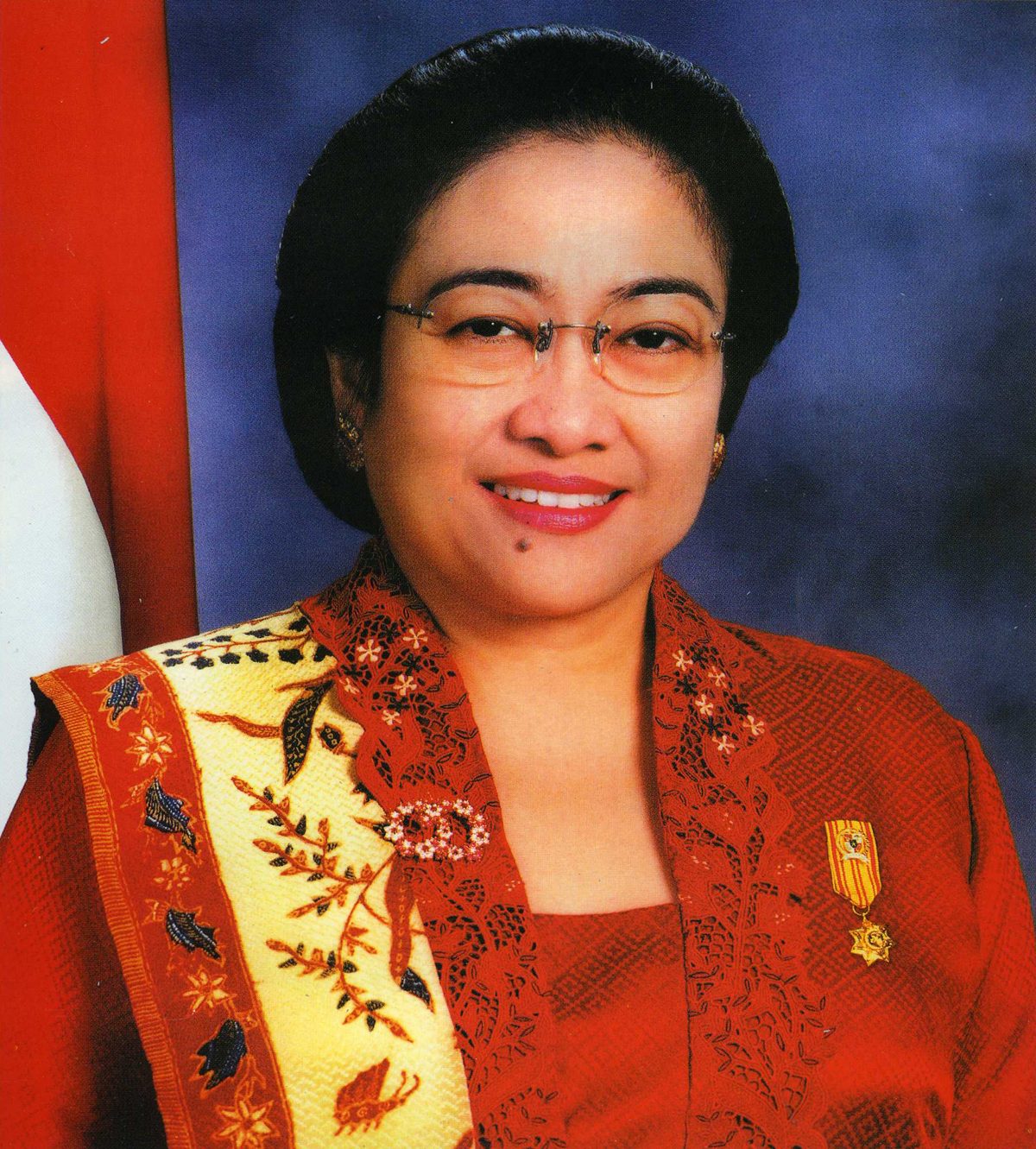
أول سيدة تتقلد منصب رئاسة إندونيسيا الرئيسة: ميجاواتي سوكارنوبوتري

بعد طفرة استثمارية متعددة الجنسيات بدات الاستثمار في إندونيسيا خلال السبعينات، أصبح كثير من النساء الإندونيسيات «للقوى العاملة» ومصدر عمالة رخيصة في التصنيع التجارية. في التسعينات، بعض النساء في إندونيسيا، بما في ذلك المراهقون، والاشخاص الذين لا ماوى لهم، لجات إلى الانخراط في العمل والعاملين في مجال الجنس خادمات المنازل بسبب صعوبات مالية. بعض النساء اللاتى اجبرن على العمل في الخارج، اثروا العمل في بلدان مثل المملكة العربية السعودية وتايلند. ومنذ ذلك الحين أصبح البعض ضحايا التعذيب والإيذاء الجنسى والقتل والاعتقال غير القانونى والاغتصاب واللواط وغيره من اشكال الاعتداء الجنسى. الصحة، ونتيجة لذلك أصبحت العاهر مهربو البشر بعضهم مصاب بالفيروس والايدز وغيره من الامراض التي تنتقل عن طريق الاتصال الجنسى.
وكانت إندونيسيا من الدول القليلة في العالم لانتخاب امراة ميغاواتى سوكارنوبوترى. في عام 2012, كان 18 في المائة من نواب البرلمان الوطنى تشغلها نساء. Chosiyah راتو Atut مثال ارتفاع اعداد القيادات النسائية في جميع انحاء إندونيسيا. المزيد والمزيد من النساء مثل المدارس اثبتت ان الطالبات في السنوات الاخيرة يتفوق أكثر من نظرائهن الذكور المنافسين. نسبة البنات إلى البنين في المدارس الابتدائية والثانوية أيضا حتى عام 2013.
مزيد من المنح الدراسية المقدمة من الحكومة الإندونيسية (وبعض المؤسسات الأخرى بخلاف الحكومة), ادت إلى زيادة تحقيق في المراحل اللاحقة من الحياة. في معظم المدن الكبرى مثل جاكرتا وسورابايا والمثقفين الإناث يميل إلى تاجيل سن الزواج والفتيات الطلبة الذين يكملون الدراسة الثانوية ستة مرات اقل احتمالا على الزواج المبكر.
ويمكن ان تكون المراة الإندونيسية جهودا كبيرة تتحول إلى العمالة الوطنية - النساء حاليا 33 في المائة من المنتجات غير الزراعية العمل أيضا فخمة تخضع لهيمنة الذكور تقليديا مثل والمعمار والطب والهندسة

## الزواج
يوجد للنساء فقط عربات قطارات الركاب عادة ترمز بالوان هادئة كالقرنفلى والارجوانى الملصقات التي نصها "Wanita Khusus Kereta" تقع على كل طرف من القطار. هذا النوع من النقل كان قادرا على تكييف العربات، ولكن عددا من اصلاحها مؤخرا غير مكيفة العربات وايضا مجهزة للسيدات فقط.
وفي الاونة الاخيرة، بدات جمعية بي تي كريتا أبي (PT Kereta Api) الخاصة بالمراة بتدريب المرأة فقط (القطار نفسه يستخدم مترو طوكيو السابق 6000 6107الاتحاد النقدى الاوروبى) التي يقصد بها حماية النساء يتعرضن لتحرشات جنسية الركاب. ان الفرق بين العادية (التي لا توفر الا الاموز للنساء في خطيى كل طرف من القطار) فقط القطار جميع سياراتها بنفس الملصقات الملونة الارجوانى أو الوردى. منذ 1 أكتوبر 2012, بحيث يكون الركوب للسيدات فقط. هذه الحملة تمت في مايو 2013 بعد انتهاء التقارير ان السيارات ذات الاستخدام المختلط مزدحمة اثناء وقت الذروة بينما المراة سوى السيارات المنقوصة الانتفاع.